# Bedřich Bridel

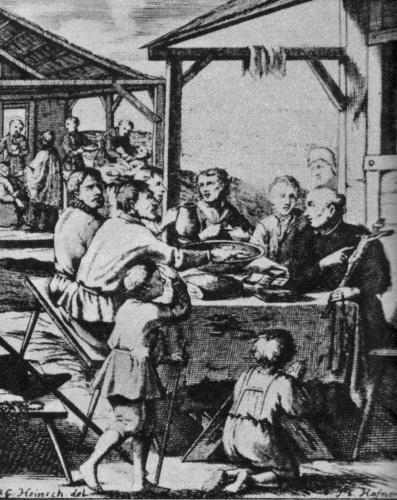
Bedřich Bridel als Missionar

Bedřich Bridel SJ (auch: Friedrich Briedel (Brydel); latinisiert: Friedrich Bridelius; * 1619 in Vysoké Mýto, Chrudimer Kreis; † 15. Oktober 1680 in Kutná Hora) war ein tschechischer Jesuit und Schriftsteller der Barockliteratur.
Bridel trat nach Abschluss des Gymnasiums 1637 dem Jesuitenorden bei, studierte von 1645 bis 1650 gemeinsam mit Bohuslav Balbín Theologie und Philosophie und wurde um 1650 zum Priester geweiht. Danach wirkte er als Professor der Rhetorik und Poetik an einem Jesuitengymnasium, war 1656 bis 1660 Präses und Buchdrucker am Prager Clementinum und wirkte dann an den Kollegien in Bunzlau, Časlau und Kuttenberg in Ostböhmen. Von 1673 bis 1680 arbeitete er in Jeníkov. Er hatte hohes Ansehen wegen seines Einsatzes für arme, kranke und bedürftige alte Menschen und der Betreuung von Pestkranken und Opfern der Grausamkeiten des Dreißigjährigen Krieges (1618–1648). Diese Tätigkeit verknüpfte er mit christlicher Mission. Im Jahr 1680 starb Friedrich Bridel selbst an der Pest.
Er ist Verfasser von geistlichen Betrachtungen, Kirchenliedern, meditativen Gebeten, Legenden und Übersetzungen. Als Lyriker steht er Angelus Silesius nahe.

## Werke
- Co Bůh? Člověk? (Was Gott? Mensch?) – ein langes Meditationsgedicht, das heute als eines der bedeutendsten Werke der tschechischen Barockdichtung gilt. Dem Romantiker Karel Hynek Mácha diente es als Inspiration
- Život svatého Ivana. 1656 (Das Leben des Heiligen Iwan)
- Stůl Páně (Der Tisch des Herrn)
- František svatý Xaver (Der Heilige Franz Xaver)
- Sláva Svatoprokopská. 1662. (Die Herrlichkeit des Heiligen Prokop)
- Katechismus katolický (Katholischer Katechismus)